# Front de Forces Socialistes
El Front de Forces Socialistes (en francès Front des Forces socialistes, FFS; en amazic Tirni Iɣallen Inemlayen) és un partit polític algerià basat en la democràcia social i el secularisme, principalment recolzat pels berbers d'Algèria. Va ser format en l'any 1963 per Hocine Aït Ahmed. El FFS és un membre de la Internacional Socialista i de l'Aliança Progressista, Va liderar una rebel·lió sense èxit contra el govern algerià entre 1963 i 1964 I va boicotejar les eleccions de l'any 2002.

## Història i perfil
El partit va ser format per Hocine Aït Ahmed el 29 de setembre de 1963 a la ciutat de Tizi Ouzou per oposar-se al govern de Ben Bella. Després de la creació del partit, Aït Ahmed va iniciar una rebel·lió armada i va capturar diverses ciutats de la Cabília. El govern de Ben Bella, ajudat per l'Exèrcit d'Alliberament Nacional, va prendre ràpidament el control de les ciutats dissidents durant un enfrontament majoritàriament incruent. Els rebels de les FFS no van rebre el suport del poble i van ser empesos a les muntanyes per l'exèrcit governamental. Preferint evitar el conflicte directe, l'FFS i els seus soldats es van retirar a les muntanyes des d'on podien llançar tàctiques de guerrilla. La rebel·lió va ser derrotada el 1964 i Hocine Aït Ahmed va ser arrestat i condemnat a mort.
El conflicte de 1963 va provocar 10 mesos d'enfrontament armat a la regió, amb més de quatre-cents morts, i la majoria dels líders de l'FLN de la Cabília i les províncies orientals van ser executats o forçats a l'exili. Hocine Aït Ahmed va escapar de la presó el 1966 i va fugir a Suïssa.
El conflicte de 1963 va provocar 10 mesos d'enfrontament armat a la regió, amb més de quatre-cents morts, i la majoria dels líders de l'FLN de la Cabília i les províncies orientals van ser executats o forçats a l'exili. Hocine Aït Ahmed va escapar de la presó el 1966 i va fugir a Suïssa.
Tot i que l'antic primer ministre Sid Ahmed Ghozali va instar a un boicot amb l'argument que les eleccions serien "una conclusió inevitable", el partit va decidir participar en les eleccions legislatives del 2012. A més de la invitació d'observadors internacionals a observar el procés, la líder del Partit dels Treballadors Algerians, Louisa Hanoune, una candidata força reeixida a les eleccions presidencials del 2009, havia anunciat que treballaria per aconseguir una aliança entre els dos partits.
Hocine Aït Ahmed va escriure al Consell de la Nació dient que "la participació en aquestes eleccions és una necessitat tàctica per al FFS, que s'alinea amb la seva estratègia de construcció d'una alternativa democràtica pacífica a aquest règim despòtic, corrupte i destructiu. [L'objectiu del partit] no rau en una quota d'escons a assolir [sinó] en la mobilització política i pacífica del nostre partit i del nostre poble". Amb un resultat electoral de només el 2,47%, el partit va aconseguir 27 escons, convertint-se en la segona potència de l'oposició després de l'islamista Aliança Verda d'Algèria.